# Gólyák (film)
A Gólyák (eredeti cím: Storks) 2016-ban bemutatott egész estés amerikai 3D-s számítógépes animációs film, amelyet Nicholas Stoller forgatókönyvéből Stoller és Doug Sweetland rendezett. A főszereplők eredeti hangját Andy Samberg, Katie Crown, Kelsey Grammer, Jennifer Aniston, Ty Burrell, Keegan-Michael Key, Jordan Peele, Stephen Kramer Glickman és Danny Trejo kölcsönzi.
Az Amerikai Egyesült Államokban 2016. szeptember 17-én, az Egyesült Királyságban 2016. szeptember 23-án, Magyarországon 2016. szeptember 22-én mutatták be a mozikban.

## Cselekmény
Fióka szeretne főnök lenni a gólyák által üzemeltetett globális csomagszállító vállalkozásnál. Korábban, a gólyák hagyományosan babákat szállítottak házhoz, de 18 éve felhagytak ezzel, amióta egy csecsemőt nem sikerült kiszállítaniuk, ezért a „nyakukon maradt”. Őt nevezik Tulipánnak. A jelenlegi, leköszönő főnök rámutat, hogy amikor Tulipán segíteni akar a csomagszállításban, a profitjuk meredeken visszaesik. Ezért Fióka első feladata Tulipán elbocsátása a cégtől. Ő azonban ezt nem tudja megtenni, ezért kitalálja, hogy rábízza a levelek kézbesítését Tulipánra (ez a részleg ugyanis nem üzemel).
Egy kisfiú szeretne egy kisöcsikét, akivel tudna játszani, elfoglalt szülei azonban hallani sem akarnak a dologról.
A kisfiú levelet ír a gólyáknak (a szülei nevében), ami beindítja a babagyártó üzemet, ami le is gyártja a babát. Fiókának sietnie kell a kiszállítással, hogy elérje a gólyatalálkozót, ahol reményei szerint ki fogják nevezni főnöknek. Azonban az egyik szárnya sérült, ezért kénytelen Tulipán segítségét igénybe venni a kiszállításhoz, Tulipánnak ugyanis van egy repülő szerkezete. Útközben lezuhannak egy kietlen, havas tájon, ahol farkasok fogságába esnek. A farkasok meg akarják enni a babát, de amikor a csecsemő rájuk néz, beindul a „cukiság-faktor”, aminek nem tudnak ellenállni. Így Fióka és Tulipán egy alkalmas pillanatban felkapják a babát és menekülni kezdenek. A farkasok igen ötletes módon állandóan a nyomukban vannak. Mivel a járművük már nem tud repülni, csónakként használják.
Közben a kisfiú szülei belemennek a játékba, és közösen egy nagy csúszdát építenek a házhoz.
A főnök besúgója, egy túlbuzgó galamb a menekülők nyomára bukkan, és a főnök utasítására mindenképpen meg akarja akadályozni a kézbesítést. Ezért a célpontot távolról átírja.
Közben Tulipán egykori kézbesítője is feltűnik, aki szeretné jóvátenni a valamikori hibáját, és szeretné leszállítani a „csomagot”, azaz Tulipánt. Tulipán nagy nehezen beleegyezik, de a ház ajtaja előtt inkább visszafordul, hogy előbb a baba leszállításáról gondoskodjon. Fióka megérkezik a célponthoz, ez azonban csapdának bizonyul, ahol a buzgó galamb és a főnök várja, na meg egy csomó pingvin, akik elragadják tőle a babát, őt pedig egy székhez kötözik. Tulipán megérkezik és kiszabadítja, a babát is sikerült visszaszerezniük.
A gólyatalálkozón a gyerek hangját meghallja a főnök, és menekülniük kell. Fióka egy váratlan ötlettől vezérelve beindítja a korábban érkezett, „babarendelő” leveleket továbbító rendszert, így pillanatok alatt rengeteg baba árasztja el az üzemet, akiket kézbesíteniük kell. Fióka átveszi az irányítást a cég felett, a golyók kirepülnek a „csomagokkal”. Fióka és Tulipán is leszállítja a csomagot, ezúttal a megfelelő helyre. Majd Tulipán is megtalálja a családját, ami igen népesnek bizonyul és akik örömmel fogadják.

## Szereplők
| Szereplő                   | Eredeti hang            | Magyar hang        |
| -------------------------- | ----------------------- | ------------------ |
| Fióka (Junior)             | Andy Samberg            | Hevér Gábor        |
| Mrs. Sarah Gardner         | Jennifer Aniston        | Kökényessy Ági     |
| Mr. Henry Gardner          | Ty Burrell              | Dévai Balázs       |
| Tulipán (Tulip)            | Katie Crown             | Gáspár Kata        |
| Vadász (Hunter)            | Kelsey Grammer          | Csankó Zoltán      |
| Nate Gardner               | Anton Starkman          | Berecz Kristóf Uwe |
| Jasper                     | Danny Trejo             | Benkő Péter        |
| Güzü Galamb (Pigeon Toady) | Stephen Kramer Glickman | Rajkai Zoltán      |
| Alfa Farkas                | Keegan-Michael Key      | Schnell Ádám       |
| Béta Farkas                | Jordan Peele            | Schneider Zoltán   |
| Dougland                   | Christopher Corey Smith | Varju Kálmán       |
| Fürj                       | Awkwafina               | Kocsis Mariann     |